# Monguel
Monguel è uno dei cinque comuni del dipartimento di Monguel, situato nella regione di Gorgol in Mauritania. Contava 4.895 abitanti nel censimento della popolazione del 2000.